# Rhynchostegium horridum
Rhynchostegium horridum là một loài rêu trong họ Brachytheciaceae. Loài này được Broth. mô tả khoa học đầu tiên năm 1910.